# Allium wallichii
Allium wallichii — вид рослин з родини амарилісових (Amaryllidaceae); поширений у Бутані, Індії, Непалі, М'янмі, пд.-сх. Тибеті, Китаї.

## Опис
Коріння подовжене, товсте. Цибулина одиночна або скупчена, циліндрична; оболонка жовтувато-коричнева. Листки лінійні до довгасто-ланцетоподібних або ланцетоподібних, коротші до майже рівних стеблині, (2)5–20 мм завширшки, серединні жилки виразні. Стеблина (10)20–50(110) см, 3-кутова, іноді вузько 3-крила, вкрита листовими оболонками лише при основі або приблизно на 1/2 довжини. Зонтик півсферичний, нещільний чи щільний. Оцвітина розлого зірчаста, блідо-червона, червона або від пурпурової до чорнувато-пурпурової, рідко біла; сегменти довгасто-еліптичні до вузько-еліптичних, 5–9 × 1.5–2 мм.

## Поширення
Поширення: Бутан, Індія — Сіккім, північний Західний Бенгал, Непал, М'янма, південно-східний Тибет, Гуансі, Гуйчжоу, південний Хунань, південно-західний Сичуань, північно-західний Юньнань (Китай).
Населяє узлісся, чагарники, луки, береги річок